# Hong Nan-pa
Hong Nan-pa (10 de abril de 1897 o 98-30 de agosto de 1941) fue un compositor, violinista, director de orquesta, crítico musical y educador coreano. Es más conocido como el compositor de Bongseonhwa (봉선화, literalmente balsamina) escrita en 1919.  En general, esta es considerada como la primera canción originalmente coreana compuesta en estilo occidental. La canción fue ampliamente interpretada durante ese período. Hong también contribuyó al desarrollo de la cultura coreana durante esa época con diversas actividades culturales.

## Biografía
Hong Nan-pa nació en la aldea de Hwalcho, municipio de Namyang en el actual condado de Hwangseong, Gyeonggi el 10 de abril de 1897.  Fue el segundo hijo de Hong Sun (홍순), nativo del Clan Hong de Namyoung (南陽), y su madre perteneció al Clan Lee de Jeonju, Jeolla. Tuvo un hermano y dos hermanas. Nan-pa era su ho o seudónimo, pero su nombre de pila fue Hong Yeong-hu.  Su familia se mudó a Seúl cuando aún era un niño. Mientras vivía cerca de la Academia Ewha (이화 학당) ubicada en el vecindario de Jeong-dong, asistió a la Iglesia Metodista de Jeongdong y tuvo acceso a himnos, un tipo de música occidental.
Aprendió estudios básicos de Confucio en un seodang local (una especie de escuela primaria) e ingresó en una escuela secundaria en 1910 que estaba afiliada a la Asociación Cristiana de Hombres Jóvenes de Hwangseong (황성 기독교, YMCA coreana).  Desde entonces, tuvo un violín y recibió clases de música.  A la edad de quince años,  fue admitido en el departamento de música occidental del Instituto de Estudio de Música de la Corte Coreana (소 정악 전습 소 Joseon Jeongak Jeonseupso ) que era la única escuela de música en Corea en ese momento.  Estudió música vocal y violín con Kim In-sik (김인식). Después de la graduación, fue contratado como profesor asistente en la escuela.
En 1918, fue a Japón para ingresar a la Escuela de Música de Tokio en Ueno, pero regresó a Corea para participar en el Movimiento del 1 de marzo.  Un año después del movimiento, regresó a Japón.  Sin embargo, fue rechazado para continuar su estudio en la escuela debido a su participación en el movimiento independiente, por lo que regresó a Corea desesperado.  Durante su estancia en Japón, publicó la primera revista de música coreana titulada "Samgwang" (literalmente "Tres luces").  Después de su regreso, trabajó para Maeil Sinbunsa, e incluso asistió a la Escuela de Medicina de Severance, que luego se convirtió en el departamento médico de la Universidad de Yonsei.
En abril de 1920, incluyó la partitura de Aesu ("tristeza"), una pieza de violín en las páginas finales de su novela corta "Cheonyeohon" ("alma de doncella").  Le pidió a Kim Hyeong-jun la letra de la canción cuya canción es "Bongseonhwa" (봉선화).  En 1922,  realizó esfuerzos para promover la música mientras participaba en Yeongakhoe (연 악회, Music Research Society) establecida por Gyeongsang Akuhoe (경상 악 우회 Gyeongsang Music Friend Society).  En 1925, tuvo el primer recital de violín en solitario como coreano y publicó "Eumakgye" (Music, Music World), la primera revista de música publicada en Corea. También escribió Eumakmanpil (음악 만필, Ensayo musical) en Changjo.  En 1926, cuando ingresó a Kunitachi College of Music como estudiante transferido, fue aceptado para tocar el primer violín en la Orquesta Sinfónica de Tokio (actual NHK Symphony Orchestra).  Después de graduarse en 1929, regresó a Corea y publicó el primer volumen de "100 piezas de la canción de los hijos de Joseon" (동요 동요 100 곡집) a través de Yeongakhoe.

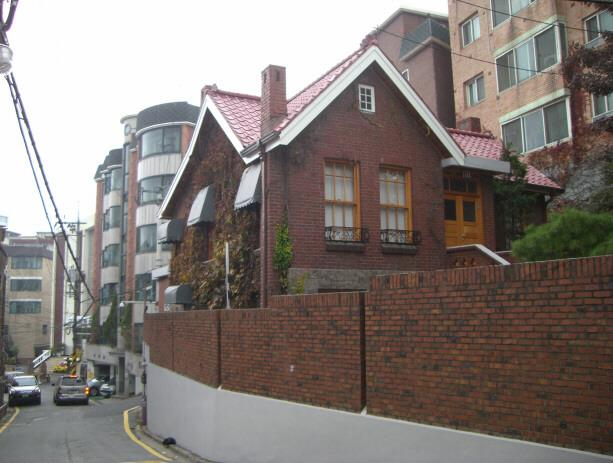
La antigua residencia de Hong Nan-p'a en el barrio de Sajik-dong de Seúl